# Marcel Restout
Marcel Restout est  un homme politique français. Il est député du Calvados et maire de Beaumesnil de 1964 à 2004.

## Biographie
Marcel Restout est né le 8 juin 1927 au Mesnil-Clinchamps. Sa famille s'établit en 1932 à Beaumesnil dans une ferme. Lors du décès de ses parents, il reprend l'exploitation. Il se présente aux élections cantonales de 1958 dans le Canton de Saint-Sever-Calvados où il est élu. Il entre ensuite au conseil municipal de Beaumesnil où il devient rapidement adjoint puis maire en 1964.  L'année suivante, il devient administrateur du Syndicat intercommunal d'énergies et d'équipement du Calvados. Il se présente dans la circonscription de Vire aux législatives de 1967 où il est élu. Il est remplacé par Olivier Stirn l'année suivante. Il devient vice-président du conseil général du Calvados en 1979.
Il décède à Caen le 5 août 2004.